# Parametopides griseolateralis
Parametopides griseolateralis är en skalbaggsart som beskrevs av Stefan von Breuning 1938. Parametopides griseolateralis ingår i släktet Parametopides och familjen långhorningar.
Artens utbredningsområde är Gabon. Inga underarter finns listade i Catalogue of Life.